# 狭果葶苈
狭果葶苈（学名：Draba stenocarpa）为十字花科葶苈属下的一个种。

## 变种
无毛狭果葶苈（学名：Draba stenocarpa var. leiocarpa）是十字花科葶苈属狭果葶苈的变种。分布于中国大陆的青海、西藏等地，生长于海拔3,580米至5,100米的地区，一般生长在高山草甸。

## 扩展阅读
維基物種上的相關：狭果葶苈